# Kabupaten Way Kanan
Kabupaten Way Kanan är ett kabupaten i Indonesien.   Det ligger i provinsen Lampung, i den västra delen av landet, 300 km nordväst om huvudstaden Jakarta. Antalet invånare är 429 062.